# Пер (титул)
Пер, пір (англ. peer, фр. pair, від лат. par «рівний», «рівноцінний») — шляхтич, вищий аристократ у Великій Британії, який не належить до королівської родини. Подібна система шляхетної ієрархії існує в Англії, Шотландії, Уельсі й Ірландії, а історично існувала також раніше у Франції (див: Пер Франції).
Британська шляхта (перство) розподіляється на 5 ступенів: герцог, маркіз, ерл, віконт і барон.

## Історія
Титули можуть мати дві форми: ранг Назва-який (англ. Rank Name) або ранг Назви-чого (англ. Rank of Name). Ім'я титулу може бути або назвою місця, або прізвищем (англ. surname). Точне використання залежить від рангу перства і від деяких загальних міркувань. Герцог завжди «чого» (of). Маркізи й графи, титули яких походять від назв місцевості зазвичай використовують не «чого», а титули, засновані на прізвищах, — «які». Віконт, барони та лорди парламенту не використовують «чого». Однак, це правило з винятками: наприклад, шотландські віконтські титули теоретично «чого», але насправді найчастіше ні. (Тобто, «віконт Фолклендський» відомий як «віконт Фолкленд».) Також, «чого», як правило, не використовується, коли місцевість поза межами британської території, інакше «чого» можна зрозуміти, що нація має суверенітет над таким місцем. Наприклад, титул маркіз Douro походить від назви річки Дуро в Португалії, над якою британський монарх не має ні суверенітету, ні сюзеренітету.
Часто позначення території додається до основного перського титулу, особливо у випадку баронів і віконтів: наприклад, баронеса Тетчер, Кестівенська, графства Линкольн, або віконтеса Монтгомері Аламейнська, Хинхєдська, графства Сюррей. У таких випадках, позначення після першої коми не є частиною основного титулу і часто опускається, і залишається, в наведених випадках, баронеса Тетчер і віконтеса Монтгомери (of) Аламейну. Територіальні позначення в титулі не оновлюються при реформах місцевого уряду, але новостворювані беруть їх до уваги. Тому є баронеса Еєри, of Абингтон у County of Оксфорд, і барон Джонстон of Рокпорт, of Кавершам в Royal County of Беркшир.
Колись пери адміністрували місцевість, пов'язану з їхнім титулом. Однак, після Середньовіччя такого вже не було. Єдиним перством, пов'язані з яким землі все ще керуються володарем титулу, є Володіння герцога Корнвела. Воно пов'язане з герцогським титулом Корнвела, який надається старшому сину монарха, спадкоємцю короля.